# فينتشنزو كيارنزا
فينتشنزو كيارنزا (بالإيطالية: Vincenzo Chiarenza)‏ (من مواليد 27 سبتمبر 1954 في ترميني إميرسي) هو مدرب كرة قدم إيطالي سابق ولاعب سابق.